# I Robinson italiani
I Robinson italiani è un romanzo di Emilio Salgari scritto nel 1896. Il libro è considerato parte di un gruppo di tre opere, definite "Romanzi in Oceania".
L'influenza della lettura di Daniel Defoe è tangibile in questo romanzo, come si nota già a partire dal titolo che rimanda a Robinson Crusoe. I personaggi di questa avventura, cosa non frequente in Salgari, sono degli italiani, tre personaggi (il Signor Emilio Albani, Enrico e Piccolo Tonno) che il caso ha fatto naufragare insieme su un'isola deserta.

## Edizioni
- Emilio Salgari, I Robinson italiani, avventure illustrate da G. Gamba, Genova: Donath, 1896
- Emilio Salgari, I Robinson italiani, avventure illustrate da 16 disegni di G. Gamba, Milano: A. Vallardi, 1927
- Emilio Salgari, I Robinson italiani, romanzo d'avventure, copertina a colori e illustrazioni fuori testo di Luigi Togliatto, Torino: Viglongo e C., 1949
- Emilio Salgari, I Robinson italiani, illustrazioni di Mario Erba, Milano Vallardi, 1953
- Emilio Salgari, I Robinson italiani, coperta di Alessandro Biffignandi, Milano: Fabbri, 1970
- Emilio Salgari, I Robinson italiani, Roma: Edizioni Paoline, 1974
- Emilio Salgari, I Robinson italiani, riduzione, note ed apparato didattico di Massimo Romandini, Taranto: Mandese, 1991
- Emilio Salgari, I Robinson italiani, illustrazioni di Pipein Gamba, Milano: Fabbri, 2002
- Emilio Salgari, I Robinson italiani, avventure illustrate da 16 disegni di G. Gamba, Milano: RBA Italia, 2011
- Emilio Salgari, I Robinson italiani, prefazione di Antonio Esposito, Napoli: Alessandro Polidoro, 2022